# Lucius Atilius (Quästor)
Lucius Atilius († 2. August 216 v. Chr. bei Cannae) war ein dem plebejischen Geschlecht der Atilier entstammender römischer Amtsträger des späten 3. Jahrhunderts v. Chr.
Von Atilius ist nur bekannt, dass er während des Zweiten Punischen Kriegs 216 v. Chr. Quästor des einen der beiden damals amtierenden Konsuln war und im gleichen Jahr in der für die Römer mit einer verheerenden Niederlage gegen Hannibal endenden Schlacht bei Cannae fiel.